# Alexander Penn

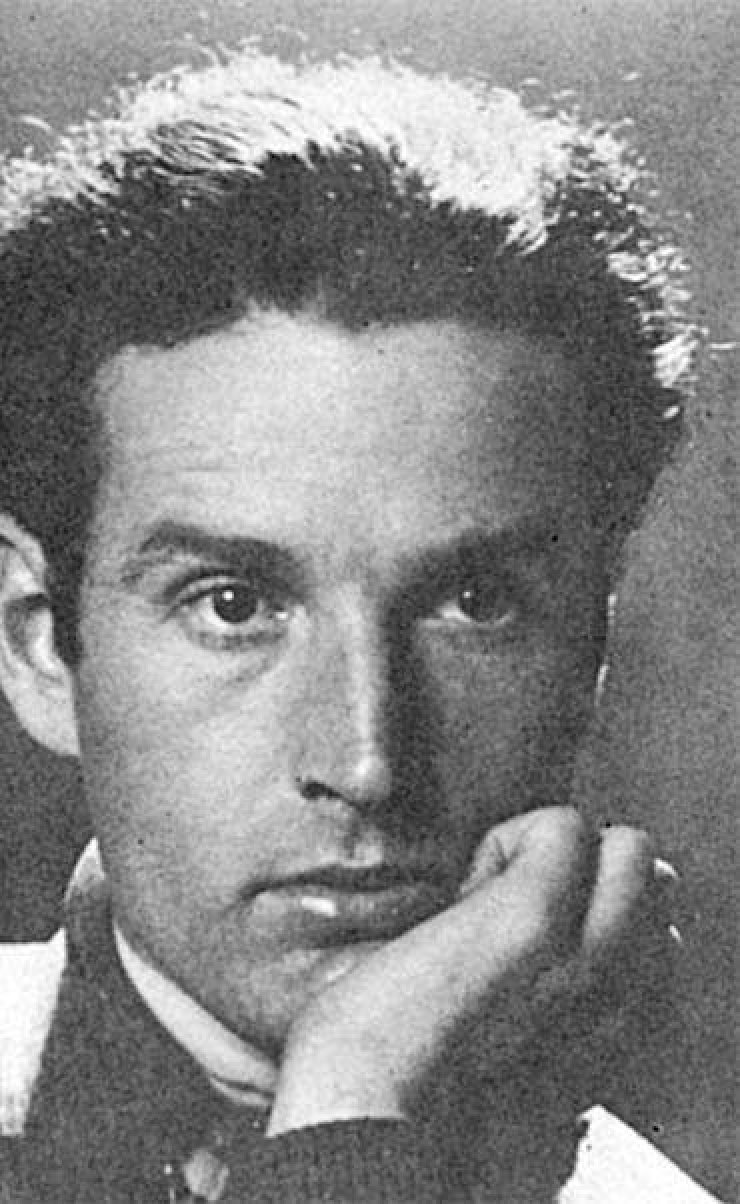
Alexander Penn, poet ebraic israelian

Alexander Penn (ebraică:אלכסנדר פן, 
februarie 1906 - 20 aprilie 1972) a fost poet israelian, evreu originar din Rusia, autor de versuri lirice și pline de patimă, precum și de poezii angajate politic. Penn a fost faimos prin temperamentul său sanguin, viața sa boemă, atașamentul față de țara Israelului și pentru ideile  marxiste de dreptate socială.
Biografia sa timpurie este învăluită în mister, în mare parte din cauza unor elemente ce par fanteziste din relatările autobiografice ale poetului. 
După datele culese de cercetătoarea israeliană Haggit Halperin, profesoară la Universitatea Tel Aviv, numele său adevărat ar fi  fost Avraham Pepliker-Stern, părinții săi fiind Iosef Stern și Sonia Safferman, originară din Ucraina.  

După spusele poetului, s-ar fi născut  la Nijni Kolâmsk, în Iakutia de astăzi într-una din cele mai nordice regiuni din estul Siberiei, în apropierea Mării Siberiei de Est ruse, fiind fiul unui tată evreu, descendent din rabinul Shneur Zalman din Ladi întemeietorul hasidismului Habad, și dintr-o subotnică rusoaică, fiică a unui conte suedez pe nume Jensen. Rămas orfan de mamă la scurt timp după nașterea copilului, Alexander ar fi fost crescut de bunicul sau, care se îndeletnicea în regiunile arctice ale Rusiei cu vânătoarea de urși polari.
Când, având vârsta de 10 ani, bunicul său a murit într-un accident de vânătoare, Alexander ar fi parcurs pe jos vreme de mai mulți ani tot drumul până la Moscova, unde se afla tatăl său. 
În casa tatălui său ar fi trecut procedura de trecere la iudaism, până atunci neavând statutul religios oficial de evreu.
De la vârsta de 14 ani, din 1920, Alexander Penn a început să scrie poezii în limba rusă și a publicat prima sa poezie Fiul nimănui. În acea perioadă s-a împrietenit cu câțiva din poeții noii generații de creatori din Rusia, Vladimir Maiakovski, Boris Pasternak, Serghei Esenin, din ale căror versuri va traduce în viitor în limba ebraică.
Un timp a făcut studii de cinematografie (pe atunci în domeniul filmului mut).
Obișnuia să se antreneze în box la clubul sportiv Makkabi din Moscova și a și redactat buletinul lunar al clubului. După ce a fost închis în 1920 de către Evsekția, forul oficial evreiesc al dictaturii comuniste, clubul funcționa în clandestinitate. Persecuțiile din partea noului regim l-au apropiat pe tânăr și mai mult de iudaism și sionism. A învățat în acea perioadă pe de rost numeroase texte din Biblie, din versurile poeților ebraici Bialik și Zalman Shneur.
În anul 1926 Penn a fost arestat din cauza activității sale sioniste și deportat în Asia centrală sovietică. Ekaterina Peșkova, soția cea dintâi a lui Maxim Gorki, care era activă în organizația umanitară Crucea Roșie Politică, a făcut intervenții în favoarea tânărului poet și i-a obținut eliberarea. În 1927 Alexander Penn a părăsit URSS.

## Anii în Palestina mandatară și în Statul Israel
Ajuns în Palestina, Penn s-a declarat sionist, dar după un timp a dezmințit aceasta și a 
început să susțină că a ajuns în aceste meleaguri din întâmplare fără să știe nimic despre ele.
Împreună cu Nathan Axelrod a înființat o primă școală de cinematografie numită Moledet (Patria). Și-a încercat norocul și în domeniul actoriei și al regiei de teatru, dar fără succes. 
Apoi s-a alăturat grupului de pionieri agricoli Hashahar din Rehovot în încercarea de a întemeia o așezare agricolă pe terenul Ruhama. Din motive medicale a fost scutit de munci fizice și a făcut gărzi de pază.

### Legătura cu Bella Don
Făcând curte Bellei Don, iubita în vârstă de 18 ani a unui prieten din vremea clubului Makkabi din Moscova, a amenințat-o pe aceasta că se va sinucide în caz ca ea îi va respinge propunerile.
Și într-adevăr, în cursul unei ture de pază, Penn și-a provocat o rană, trăgând cu pușca cu care era echipat. A susținut apoi că a fost rănit de niște arabi. După ce a fost anchetat, adevărul a ieșit la suprafață și a fost exclus din grupul Hashahar, trebuind să se mute la Tel Aviv. 
Cine a fost, însă, fermecată de gestul său a fost tocmai Bella Don, care a hotărât să trăiască cu el la Tel Aviv. După câteva luni cei doi s-au căsătorit, după un timp mutându-se la Rehovot. În acea vreme Penn a scris poezia "Nu sunt eu acela". Cuplului i s-a născut o fetiță numită Zerubavela (mai târziu Zerubavela Fein). Penn s-a întreținut lucrând ca antrenor de box, fiind unul dintre primii în această profesie la clubul de sport Hapo'el (Muncitorul)  din Tel Aviv. În această  perioadă el a devenit tot mai dependent de băuturile alcoolice și a început să-și bată soția. Totuși a convins-o pe Bella sa păstreze a doua sarcină, promițându-i că va găsi o muncă mai bănoasă. Cei doi s-au întors la Tel Aviv într-o locuință închiriată, iar în 1931 Bella a născut un băiat, Adam, care, însă, a murit după un an și jumătate.

### Poet ebraic
Deși la sosirea în Palestina, Penn nu știa ebraica, în câțiva ani a ajuns la o așa o stăpânire a acestei limbi încât s-a distins  prin versurile scrise în ea.
În 1929 Penn l-a cunoscut pe poetul Avraham Shlonsky care l-a încurajat să publice poezii în ebraică. Mai apoi i-a cunoscut și pe Nathan Alterman și pe Haim Nahman Bialik. Versurile sale au început să apară în gazetele Davar și Bamifnè și în revistele Ktuvim, Itim, Turim, Orloggin, Moznaiym. În ziarul comunist Kol Ha'am a publicat o rubrică permanentă cu caracter politic-social și zeflemist numită I.H. (prescurtare de la Ishar Hoah, joc de cuvinte după expresia ebraică Ishar koah, însemnând Bravo ție!}, și unde "Hoah" este cuvântul ebraic pentru "spin") .
În anul 1932 a publicat în ziarul social democrat (al principalului sindicat Histadrut) poezii politice pe teme actuale sub pseudonimul Tanu Rabanan (Cum ziceau învățații).
În anul 1935 Alexander Penn a scris versurile din primul film vorbit în ebraică, Zot hi haaretz,(Aceasta e țara) a regizorului Baruch Agadati, care descria realizările sionismului în Palestina.
Sub impresia Războiului civil din Spania, Penn a scris poemul Spania pe rug (Sefarad al hamoked).

### Relațiile cu Hanna Rovina și Rahel Luftglas
În anii 1930 Penn a devenit membru în comisia de repertoriu a teatrului național ebraic Habima.
Aceasta i-a prilejuit întâlnirea cu cea care era în vremea aceea diva scenei ebraice, Hanna Rovina, cu care a început o relație de dragoste pasionată. Din această legătură s-a născut în anul 1934 o fetiță - viitoarea cântăreață și actriță israeliană Ilana Rovina. 
După destrămarea căsniciei cu Bella Don, Penn s-a însurat cu asistenta medicală Rachel Luftglas, pe care poetul a întâlnit-o în vremea când aceasta a îngrijit-o pe Hanna Rovina, în zilele de după nașterea dificilă a fetiței.
Și în timpul anilor de căsătorie cu Rachel, Penn a continuat adesea să întrețină relații extraconjugale, soția fiind obișnuită uneori să aștepte la intrarea clădirii unde locuiau, până ce întâlnirea amanților a luat sfârșit. Alexander Penn a mai avut o fiică cu Rachel, pe care a numit-o Sinilga (devenită mai târziu Sinilga Eisenschreiber-Penn) după numele unui personaj feminin din mitologia tungusă, sau al unei șamane seducătoare - personaj al unei cărți de Viaceaslav Șișkov.
La mijlocul vieții, poetul s-a îmbolnăvit de diabet, maladie care s-a complicat în ultimii săi ani, medicii fiind nevoiți să-i amputeze un picior, iar mai pe urmă, și piciorul celălalt.
Alexander Penn a murit în ziua Independenței Israelului din anul 1972 și a fost înmormântat la cimitirul Kiryat Shaul din Tel Aviv.
Pe piatra de mormânt s-au încrustat cuvintele
Adamá, admatí, rehumá ad motí
אדמה, אדמתי,  רחומה עד מותי (Pământ, Pamântul meu, milostiv până la moartea mea), primul rând din cântecul său "Al gvaot Sheh Abrek" - Pe dealurile Sheh Abrek, pe care l-a scris în urma uciderii paznicului erou Alexander Zaid, și care a fost pus pe note de care compozitorul Mordechai Zeira.

## In memoriam
- Povestea vieții sale a făcut obiectul filmului A fost odată ca niciodată(Hayá o lo hayá) (2002), și al piesei de teatru cu același nume scrisă de Edna Mazia (2007).
- În anul 2008 primăria Tel Aviv a intenționat să așeze o placă memorială pe clădirea unde a locuit poetul pe strada Dizengof 211 din Tel Aviv, dar locatarii s-au opus din cauza felului neloial și înjositor în care s-a purtat defunctul față de soție. În cele din urmă a fost postat un stâlp comemorativ în apropierea casei.